# Steinbruch Imberg

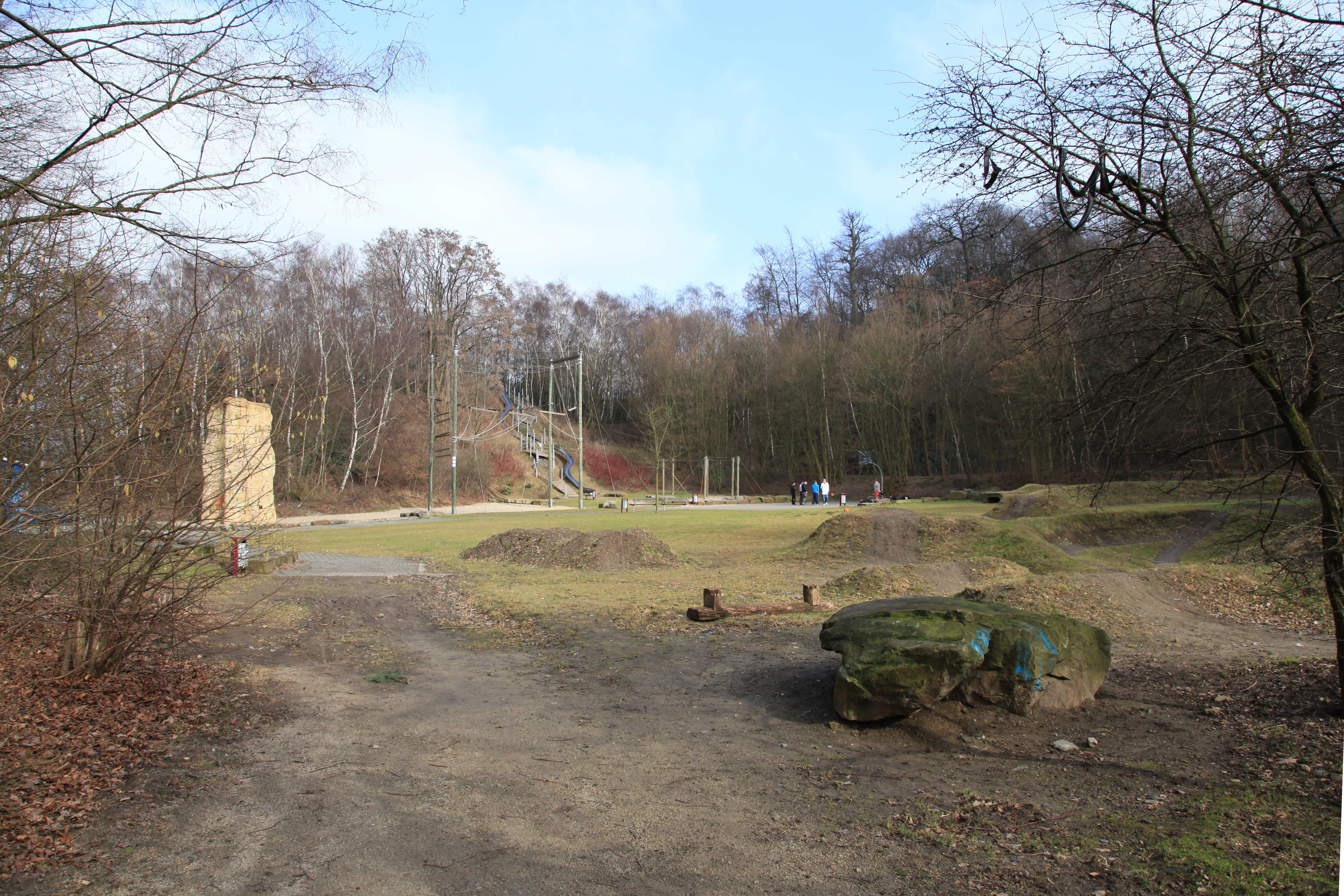
Steinbruch Imberg, 2012

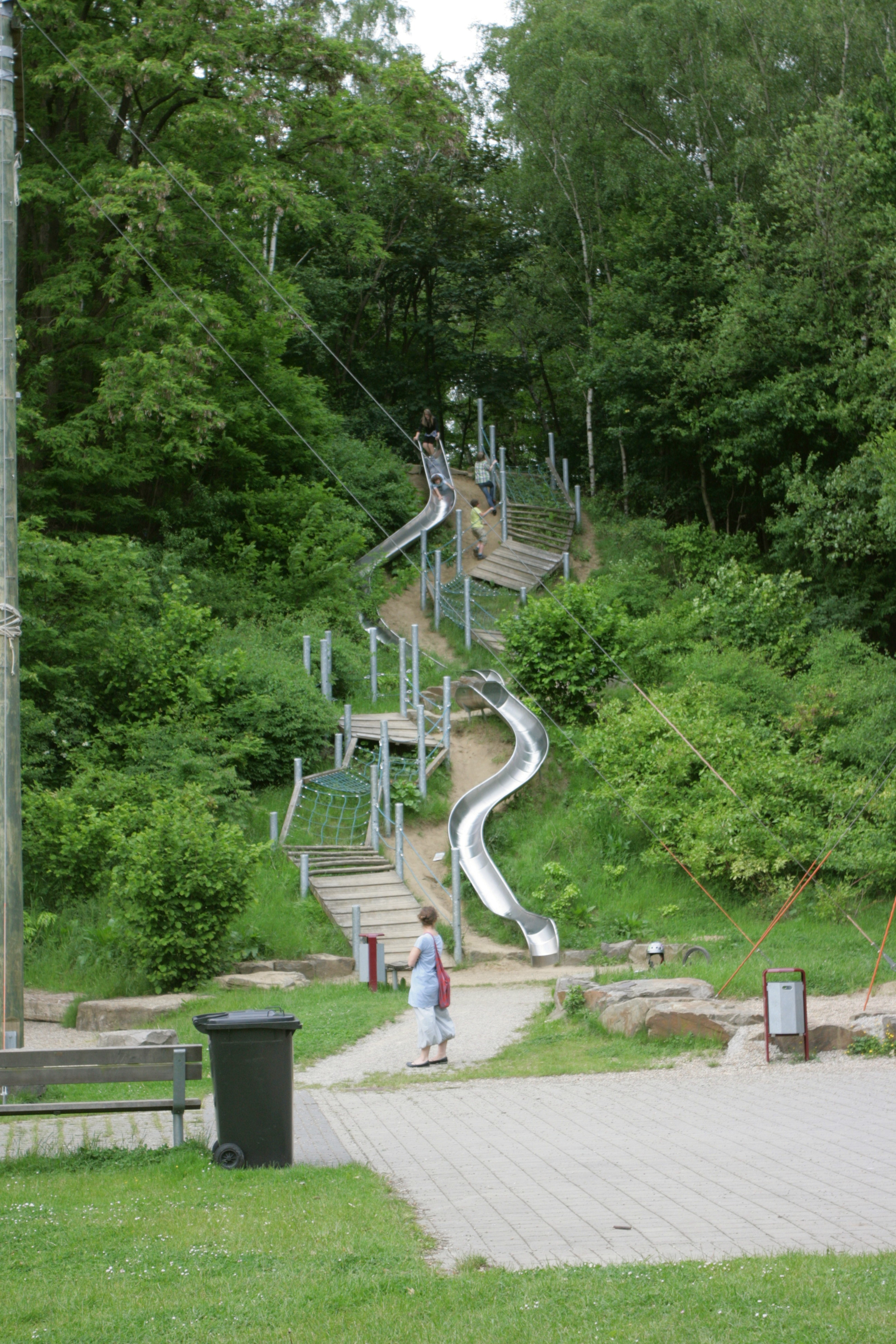
Rutsche

Der Steinbruch Imberg ist ein aufgelassener Steinbruch in Annen, Witten. Er wurde vom Unternehmen Imberg betrieben. Er ist heute eine öffentliche Grünfläche.
Zu Anlage zählt ein künstlicher Kletterturm aus Spritzbeton. Er ist etwa 8 m hoch und kann von zwei Seiten beklettert werden. Der Spielplatz ist geeignet für Kinder im Alter von 3–6 Jahren. 2021 wurde ein Graffiti-Freifläche eröffnet. Zu den weiteren Angeboten zählen eine Hangrutsche mit Kletteraufstieg, eine Mountainbike-Strecke, eine Hochseil-Kletteranlage, ein Streetball-Feld, ein anmietbarer Wetterschutzraum mit Toiletten, und eine große Wiese, die zum Ballspielen oder Picknicken einlädt. Klettertrainer werden von der Stadt Witten vermittelt.
Im nördlichen Zugangsbereich befindet sich die Biologische Station Witten in einem ehemaligen Gebäude des Betriebs.
Unweit befanden sich die Schächte Adolph und Wilhelm der Zeche Vereinigte Hamburg und Franziska.